# Бассин, Филипп Вениаминович
Филипп Вениаминович Бассин (20 декабря 1904 (2 января 1905), Харьков — 7 марта 1992, Москва) — советский психолог и нейрофизиолог, крупный специалист по психологии бессознательного.

## Биография
Родился 20 декабря (по старому стилю) 1904 года в Харькове, в семье крупного мясопромышленника, купца первой гильдии Бейнеша Фишелевича (Вениамина Филипповича) Бассина (1860—1933) — председателя правления общества 3-й Харьковской еврейской молельни «Ашкеназим» в Мордвиновском переулке, дом 15, в 1922—1927 годах председателя Харьковской еврейской религиозной общины. Мать — Ревекка Самсоновна Бассина. Бейнеш (Бейнус) Фишелевич Бассин, уроженец местечка Горки Могилёвской губернии, поселился в Харькове не позднее 1890 года и был основным вкладчиком Общества 3-й Харьковской еврейской молельни, выкупившего участок для строительства синагоги (построенной в 1915 году по проекту Ю. С. Цауне). Семья Бассиных проживала на Сумской улице (угол Госпитального переулка). В период Гражданской войны семья жила в Киеве (где отец был в 1917 году кандидатом в городскую Думу и в Совет еврейской общины от партии Бунд), затем вернулась в Харьков.
После окончания Харьковского медицинского института в 1931 году работал научным сотрудником в Украинской психоневрологической академии и активно участвовал в работе харьковской психологической группы в сотрудничестве с А. Р. Лурией, М. С. Лебединским и другими, в том числе с периферийными участниками Круга Выготского—Лурии. Самая ранняя значительная научная работа — «Нарушение значения слов при шизофрении» (1935, рукопись). 
С 1936 года работал во Всесоюзном институте экспериментальной медицины (ВИЭМ, Москва), реорганизованном в 1945 году в Институт неврологии АМН СССР. Диссертацию кандидата психологических наук по теме «Нарушение значения слов при шизофрении» защитил в 1938 году. Докторская диссертация — «Анализ колебаний электрических потенциалов головного мозга при черепно-мозговых ранениях» (1958). Профессор (1960). Почётный член Чехословацкого национального медицинского общества им. Пуркине (1962). В 1985 году удостоен золотой медали Германской Академии психоанализа. Был другом писателя И. А. Ефремова.

## Семья
- Жена — Агнесса Владимировна Бассина (1910—1995).
- Брат — Наум Вениаминович Бассин (1882[8] или 1885—1950), врач, был арестован в 1938 году, осуждён на 8 лет ИТЛ и на выселение в 1949 году. Сёстры — Бася (1890), София (1888).

Могила Бассина на Пятницком кладбище Москвы.

## Научная деятельность
- Основные направления научной деятельности — исследование неосознаваемых форм высшей нервной деятельности, проблемы бессознательного, установки, проблемы предболезни, психосоматики, психологической защиты, преодоления болезни, другие проблемы психологии личности. В значительной мере именно благодаря Ф. В. Бассину в советскую психологическую науку с 60-х гг XX века была возвращена возможность исследования бессознательного — как неосознаваемых форм высшей нервной деятельности. Эти исследования существенно расширили и развили некоторые идейные подходы старой психоаналитической школы.
- Внёс значительный вклад в развитие отечественной психологии (дискуссии о предмете психологии с А. Н. Леонтьевым (1971—1972), о понятиях предболезни, психосоматики, психологической защиты, преодоления болезни, проблемам личности, причинности в медицине, установки и бессознательного.
- Один из инициаторов и организаторов Тбилисского симпозиума по проблеме бессознательного (1979).
- Изданный Ф. В. Бассиным в 1978—1985 гг. фундаментальный четырёхтомный труд «Бессознательное» стал основой международного интердисциплинарного симпозиума.

## Основные работы
- Бассин Ф. В. Фрейдизм в свете современных научных дискуссий // Вопросы психологии. – 1958 (Сообщение 1 – № 5. – С. 133-145; Сообщение 2 – № 6 – С. 140-153).
- Бассин Ф. В. Природа «бессознательного» // Природа. – 1962. – № 9. – С. 49-56.
- Бассин Ф. В. Сознание и «бессознательное» (на правах рукописи). – Материалы к совещанию по философским вопросам физиологии высшей нервной деятельности и психологии. М.: Институт философии Академии наук СССР, 1962
- Саркисов С. А., Бассин Ф. В., Банщиков В. М. Павловское учение и некоторые теоретические проблемы современной неврологии и психиатрии. – М.: Государственное издательство медицинской литературы, 1963
- Бассин Ф. В., Бернштейн Н. А., Латаш Л. П. К проблеме связи между структурой и функциями мозга в ее современном понимании // Физиология в клинической практике. – М.: Наука, 1966
- Бассин Ф. В. Проблема «бессознательного» (о неосознаваемых формах высшей нервной деятельности). – М.: Медицина, 1968 (F. V. Bassin. Il problema dell'inconscio – Roma: Riuniti, 1972; F. V. Bassin. El problema del inconsciente – Buenos Aires: Granica, 1972; Filip Bassin. Zagadnienie nieświadomości – Warszawa: Książka i Wiedza, 1972; Ph. Bassine. Le problème de l'inconscient – Moscou: Mir, 1973.; F. V. Bassin. O Problema do inconsciente – Rio de Janeiro: Civilização Brasileira, 1981)
- Шмидт Е. В., Канарейкин К. Ф., Бассин Ф. В. О проблеме причинности в медицине (роль недостаточности компенсации в возникновении болезни) // Журнал невропатологии и психиатрии им. С.С. Корсакова. – 1969. – Т. 69, № 9. – С. 1281-1293.
- Бассин Ф. В. О "силе Я" и "психологической защите" // Вопросы философии. – 1969. – № 2. – С. 118-125.
- Бассин Ф. В. О так называемом психосоматическом подходе к проблеме развития и преодоления болезни // Клиническая медицина. – 1970. – № 9. – С. 13-19.
- Бассин Ф. В. Сознание, "бессознательное" и болезнь (о современном подходе к психосоматической проблеме) // Вопросы философии. – 1971. – № 9. – С. 90-102.
- Бассин Ф. В. О развитии взглядов на предмет психологии // Вопросы психологии. – 1971. – № 4. – С. 101-113.
- Бассин Ф. В. «Значащие» переживания и проблема собственно-психологической закономерности // Вопросы психологии. – 1972. – № 3. – С. 105-124.
- Бассин Ф. В. К развитию проблемы значения и смысла // Вопросы психологии. – 1973. – № 6. – С. 13-24.
- F. V. Bassin und K. K. Platonov. Verborgene Reserven des höheren Nervensystems — Stuttgart: Hippokrates-Verlag, 1973 — ISBN 3-7773-0326-7.
- F. V. Bassin. Unbewußtes und Verhalten. — 1. Aufl. — Stuttgart: Hippokrates-Verlag, 1978 — ISBN 3-7773-0425-5.
- Бессознательное: природа, функции, методы исследования. Коллективная монография в четырех томах / под общ. ред. А. С. Прангишвили, А. Е. Шерозия, Ф. В. Бассина. – Тбилиси: Мецниереба. Т. 1. Развитие идеи. – 1978; Т. 2. Сон. Клиника. Творчество. – 1978; Т. 3. Познание. Общение. Личность. – 1978; Т. 4. Результаты дискуссии. – 1985. Предисловия, введение, вступительные статьи ко всем разделам монографии, примечания и заключение Ф. В. Бассина, А. С. Прангишвили, А. Е. Шерозия.
- Бассин Ф. В., Прангишвили А. С., Шерозия А. Е. К вопросу о дальнейшем развитии научных исследований в психологии (К проблемам установки, бессознательного и собственно психологической закономерности) // Вопросы психологии. – 1979. – № 5 – С. 82-96.
- Прангишвили А. С., Шерозия А. Е., Бассин Ф. В. Международный симпозиум по проблеме неосознаваемой психической деятельности // Вопросы психологии. – 1980. – №2. – С. 181-184.
- Бассин Ф. В. Еще раз о законах психики // Психологический журнал. – 1982. – Т. 3, № 6. – С. 145-151.
- Прангишвили А. С. , Бассин Ф. В. , Шошин П. Б. Существует ли дилемма "Бессознательное или установка"? // Вопросы психологии. – 1984. – №6. – С. 95-101.
- L'inconscient: la discussion continue. Sous la rédaction générale de A. Pranguichvili, F. Bassine, P, Chochine. – Moscou: Éditions du Progrès, 1989
- Бассин Ф. В., Ярошевский М. Г. Фрейд и проблемы психической регуляции поведения человека - приложение в книге Зигмунда Фрейда "Введение в психоанализ: Лекции". – М.: Наука, 1989. – С. 418-438
- Бассин Ф. В. Бессознательное и поведение. – М.: Полиграф сервис, 2015. – ISBN 978-5-600-00912-7.